# 3804 Drunina
3804 Drunina este un asteroid din centura principală, descoperit pe 8 octombrie 1969 de Liudmila Cernîh.